# 钛酸乙酯
钛酸乙酯（英語：Titanium ethoxide）是一種有機化合物，化学式為Ti4(OCH2CH3)16。它是一種无色或淡黄色油状液体，溶于乙醇、苯，遇水极易分解。用于有机合成、酯交换，增强橡胶和塑料在金属表面的粘附性，也可做涂料的抗热添加剂。

## 制备
钛酸乙酯可由四氯化钛和乙醇在胺的存在下反应得到：
TiCl4 + 4 EtOH + 4 Et3N   →   Ti(OEt)4  +  4 Et3NHCl